# Tepuihyla aecii
Tepuihyla aecii е вид земноводно от семейство Дървесници (Hylidae).

## Разпространение
Видът е разпространен във Венецуела.